# Химическая ионизация

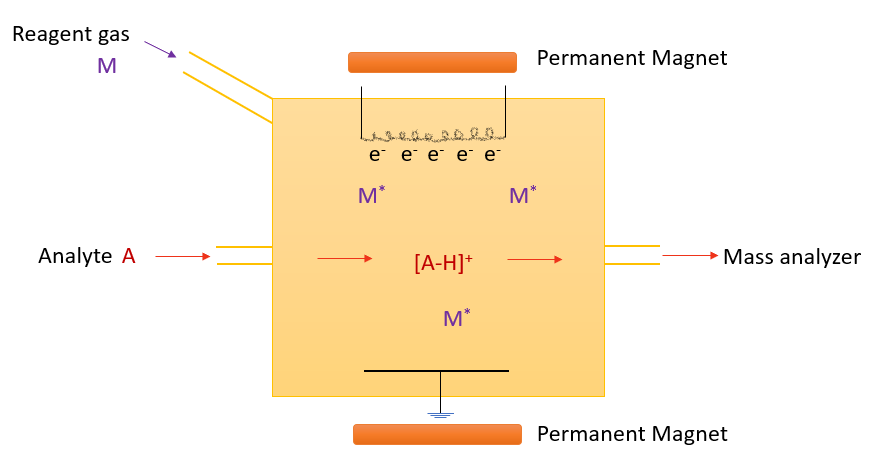
Схема источника химической ионизации

Химическая ионизация (ХИ, англ. CI — Chemical Ionization) — один из методов ионизации анализируемой среды, применямых в масс-спектрометрии. Был впервые предложен Бёрнаби Мансоном и Франком Филдом в 1966 году. Теоретические основы химической ионизации являются разделом ионно-молекулярной химии. Молекулы газа-реагента (обычно метан или аммиак) подвергаются электронной ионизации с образованием ионов реагента, которые затем реагируют с молекулами анализируемого вещества с образованием ионов анализируемого вещества, пригодного для масс-спектрометрического анализа. Основанная на химической ионизации масс-спектрометрия находит применение при идентефикации и определении структурного и химического состава а также полезна в биохимическом анализе. Образцы анализируемого вещества должны быть в газообразной фазе или, если это жидкие или твёрдые вещества, образцы должны быть испарены перед введением в анализатор.

## Принципы действия
Процесс химической ионизации сообщает меньше энергии анализируемой молекуле по сравнению и ионизацией электронным ударом, поэтому она приводит к не столь значительной фрагментации и к более простым (менее детальным) масс-спектрам. В некоторых пределах степень фрагментации и тем самым детализация структурной информации может контролироваться выбором иона-реагента. В дополнение к типичным пикам от фрагментированных ионов химическая ионизация обычно приводит к появлению пика от протонированного молекулярного иона масса которого на единицу превышает массу анализируемого вещества, что облегчает измерения молекулярной массы. Таким образом, химическая ионизация полезна как альтернативный метод в случаях, когда электронная ионизация приводит к избыточной фрагментации и пик от молекулярного иона слабо выражен или отсутствует.

## Техника и оборудование
Технически химическая ионизация очень похожа на электронную ионизацию. Давление в камере источника химической ионизации составляет примерно 1 Торр. В камеру вводится электронный пучок с энергией 200—1000 эВ, достигая её центра. В отличие от схемы электронной ионизации магнитная ловушка для электронного пучка может не использоваться, поскольку электроны не распространяются до конца камеры. Многие современные источники могут переключаться с электронной ионизации на химическую и обратно.

## Механизм
Химическая ионизация происходит в разреженном газе, как правило метане, изобутане или аммиаке. Газ-реагент ионизируют пучком электронов при давлении примерно 1 mbar. Так как доля молекул газа значительно превышает долю молекул анализируемого вещества, электронный пучак производит преимущественную ионизация газа. Первичные ионы реагента вступают во вторичные ион-молекулярные реакции (смотри ниже) образуя более стабильные ионы-реагенты, которые в конечном счёте сталкиваются с молекулами ионизируемого вещества и ионизирует их. В отличие от столкновения с электронами высоких энергий, столкновение между ионами-реагентами и молекулами анализируемого вещества происходят при тепловых энергиях. Поэтому энергия, которая может пойти на фрагментацию анализируемой молекулы, ограничена экзотермическим эффектом молекулярно-ионной реакции, что и приводит к более низкой степени фрагментации.
Реакции в случае, когда газом-реагентом является метан:

### Образование первичного иона-реагента
{\displaystyle {\ce {CH4{}+e^{-}->CH4^{+\bullet }{}+2e^{-}}}}

### Образование вторичных ионов-реагентов
Ионы распадаются или, по большей части, реагируют с неионизированными молекулами газа (длина свободного пробега составляет примерно 0,004 см, так что наиболее вероятными являются межмолекулярные реакции):
{\displaystyle {\ce {CH4{}+CH4^{+\bullet }{}->CH5+{}+CH3^{\bullet }}}}
{\displaystyle {\ce {CH4{}+CH3^+{}->C2H5^+{}+H2}}}

### Химическая ионизация анализируемой молекулы
В случае метана, ион CH5+ является сильной кислотой, которая передает протон анализируемым молекулам M, тем самым ионизуя их:
{\displaystyle {\ce {M + CH5+ -> CH4 + [M + H]+}}}    (протонизация)
Так как при химической ионизации образуется множество побочных продуктов ионизации газа, возможно образование аддуктов, например:
{\displaystyle {\ce {M + C2H5+ -> [M + C2H5]+}}}   

### Реакции при использовании аммиака в качестве газа-реагента
{\displaystyle {\ce {NH3{}+e^{-}->NH3^{+\bullet }{}+2e^{-}}}}
{\displaystyle {\ce {NH3{}+NH3^{+\bullet }->NH4+{}+NH2}}}
{\displaystyle {\ce {M + NH4^+ -> MH+ + NH3}}}
Таким образом, происходит мягкая ионизация анализируемых молекул, которая не вызывает значительной фрагментации, в отличие от электронной ионизации.
Выбор газа для химической ионизации определяется его сродством к протону в газовой фазе.
Оно возрастает в ряду:
CH4 < С4H10 < NH3
Таким образом, если с помощью метана можно ионизовать практический любые летучий вещества, то с помощью аммиака — только сильные основания, например, амины. Таким образом достигается селективность.
Химическая ионизация позволяет получить спектр молекулярного иона анализируемого вещества, однако затрудняет изучение его структуры из-за отсутствия фрагментации.
Преимущества по сравнению с электронным ударом:
— низкая фрагментация, интенсивный пик квазимолекулярного иона M+, который обычно отсутствует при электронном ударе.
— Реакционный газ может быть использован в качестве газа-носителя в ГХ/МС
— различные газовые реакции обеспечивают широкие возможности использования интуиции при структурном анализе.
Недостатки по сравнению с электронным ударом:
— Обычно наблюдается только квазимолекулярный ион в виде [M-1]+, [M+1]+
— частая недостаточная фрагментация затрудняет структурный анализ
— малое значение отношения m/z — часто на уровне шума.